# Sirmia

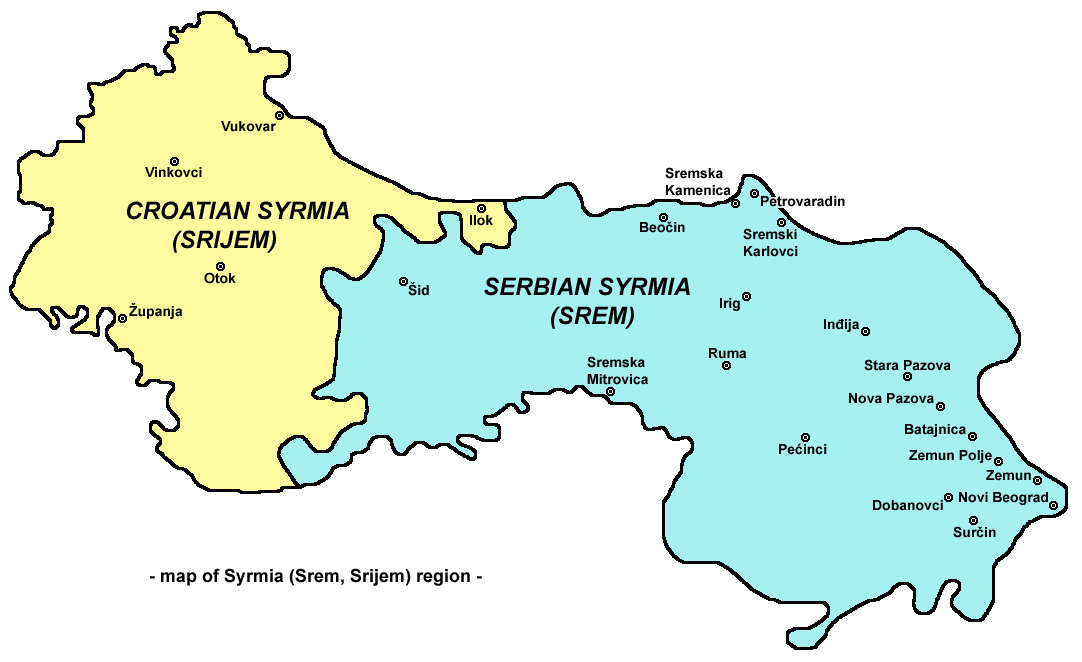
Región de Sirmia.

Sirmia (en serbio: Srem; en croata: Srijem; en húngaro: Szerém) es la región fértil de la Llanura panónica en Europa, situada entre los ríos Danubio y Sava. Está dividida entre Serbia y Croacia: la parte oriental pertenece a la primera y la occidental, a la segunda.
La mayor parte de Sirmia está ubicada en los distritos de Sirmia y Bačka del Sur de la provincia autónoma serbia de Voivodina. Una pequeña parte alrededor de Novi Beograd, Zemun y Surčin forma parte de Serbia Central. La parte más occidental está ubicada en Croacia del Este en el Condado de Vukovar-Sirmia.

## Nombre
En el siglo XXI, el término Srem es usado en serbio para designar la región, mientras que el término Srijem se utiliza en croata. Sin embargo, Srijem también es usado en la variedad Ijekavian de la lengua serbia, y en el pasado era usado frecuentemente por los serbios que habitaban la región. 
Otros nombres para la región:
- Latín: Syrmia o Sirmium
- Alemán: Syrmien
- Húngaro: Szerémség o Szerém
- Eslovaco: Sriem
- Turco: Sirem

- Datos: Q1309492
- Multimedia: Syrmia / Q1309492